# Nicole Klingler
Nicole Klingler (10 de junio de 1980) es una deportista liechtensteiniana que compitió en triatlón. Ganó una medalla de bronce en el Campeonato Europeo de Triatlón de Larga Distancia de 2008.

## Palmarés internacional
| Campeonato Europeo | Campeonato Europeo  | Campeonato Europeo | Campeonato Europeo |
| Año                | Lugar               | Medalla            | Prueba             |
| ------------------ | ------------------- | ------------------ | ------------------ |
| 2008               | Gérardmer (Francia) | Medalla de bronce  | Individual         |